# The Horn Book Magazine
The Horn Book Magazine, fundada en Boston en 1924, es la revista bimestral más antigua dedicada a la revisión y reseña de la literatura infantil. Comenzó como una «lista de sugerencia de compras» preparada por Bertha Mahony Miller y Elinor Whitney Field, propietarias de la primera librería infantil de los Estados Unidos, The Bookshop for Boys and Girls. Inaugurada en 1916 en Boston como un proyecto de la Women's Educational and Industrial Union, la librería cerró en 1936, pero Horn Book continúa en su misión de «hacer sonar la bocina en busca de buenos libros para niños y niñas», como escribió Mahony en su primer editorial.
En cada número bimestral, The Horn Book Magazine incluye artículos sobre temas y tendencias de la literatura infantil, ensayos de artistas y autores y reseñas de libros nuevos y reediciones en rústica para niños. Los artículos son escritos por el personal y los revisores invitados, entre los que se encuentran bibliotecarios, maestros, historiadores y libreros. La edición de enero-febrero incluye los discursos de los ganadores del Boston Globe – Horn Book Award, y cada número de julio-agosto incluye lo mismo de los ganadores de la Medalla Newbery y la Medalla Caldecott del año. La lista Fanfare, publicada en diciembre, es la selección de los editores de los mejores libros infantiles y juveniles del año. No se publicaron listas entre 1941 y 1945, ni entre 1955 y 1958.
The Horn Book Magazine también publica The Horn Book Guide dos veces al año. Los libros reciben una breve reseña y una calificación del uno al seis. The Horn Book Guide reseña casi todos los libros infantiles publicados en los Estados Unidos. Uno de sus principales colaboradores ha sido Peter D. Sieruta, quien comenzó a trabajar allí en la década de 1990, hasta su fallecimiento en 2012.
The Horn Book fue comprado en 2009 por Media Source Inc. (MSI), propietaria de Junior Library Guild, Library Journal y School Library Journal en 2010.